# Hrvatski Nogometni Klub Rijeka 2014-2015
Questa voce raccoglie le informazioni riguardanti il Hrvatski Nogometni Klub Rijeka nelle competizioni ufficiali della stagione 2014-2015.

## Stagione
A inizio stagione il Rijeka vinse la Supercoppa di Croazia imponendosi sulla Dinamo Zagabria per 2-1. In campionato si classificò al secondo posto a 13 punti dalla Dinamo campione. In Coppa di Croazia fu eliminato in semifinale dalla Dinamo. In Europa League riuscì a qualificarsi alla fase a gironi, dove affrontò Standard Liegi, Feyenoord e Siviglia, non riuscendo ad accedere ai sedicesimi di finale.

## Rosa
| N. |                     | Ruolo | Calciatore       |
| -- | ------------------- | ----- | ---------------- |
| 5  | Croazia (bandiera)  | D     | Dario Knežević   |
| 6  | Croazia (bandiera)  | D     | Fausto Budicin   |
| 7  | Croazia (bandiera)  | C     | Marin Tomasov    |
| 8  | Spagna (bandiera)   | C     | Álex Fernández   |
| 9  | Albania (bandiera)  | A     | Bekim Balaj      |
| 10 | Croazia (bandiera)  | C     | Anas Sharbini    |
| 11 | Croazia (bandiera)  | D     | Ivan Tomečak     |
| 13 | Croazia (bandiera)  | D     | Marko Lešković   |
| 14 | Slovenia (bandiera) | C     | Goran Cvijanović |
| 15 | Croazia (bandiera)  | D     | Matej Mitrović   |
| 16 | Croazia (bandiera)  | C     | Ivan Močinić     |
| 17 | Nigeria (bandiera)  | A     | Goodness Ajayi   |
| 18 | Croazia (bandiera)  | C     | Filip Bradarić   |

| N. |                       | Ruolo | Calciatore         |
| -- | --------------------- | ----- | ------------------ |
| 19 | Slovenia (bandiera)   | D     | Miral Samardžič    |
| 20 | Bulgaria (bandiera)   | A     | Ventsislav Hristov |
| 22 | Croazia (bandiera)    | D     | Marin Leovac       |
| 24 | Croazia (bandiera)    | D     | Mateo Bertoša      |
| 25 | Croazia (bandiera)    | P     | Ivan Vargić        |
| 26 | Croazia (bandiera)    | C     | Mate Maleš         |
| 27 | Croazia (bandiera)    | C     | Josip Mišić        |
| 28 | Croazia (bandiera)    | A     | Josip Ivančić      |
| 29 | Montenegro (bandiera) | C     | Marko Vešović      |
| 32 | Croazia (bandiera)    | P     | Andrej Prskalo     |
| 33 | Croazia (bandiera)    | C     | Josip Radošević    |
| 88 | Brasile (bandiera)    | C     | Moisés             |
| 89 | Croazia (bandiera)    | C     | Vedran Jugović     |

## Risultati

### Prva HNL
| Arbitro: | Tihomir Pejin (Donji Miholjac)) |

|           |           |                                    |
| Boban 48’ | Marcatori | 56’ (rig.), 71’ Kramarić 64’ Ajayi |

| Arbitro: | Mario Zebec (Cestica) |

|                                     |           |                        |
| Kramarić 10’, 21’, 30’ Sharbini 40’ | Marcatori | 13’ Kouassi 83’ Caktaš |

| Arbitro: | Zlatko Šimčić (Koprivnica) |

|  |           |                       |
|  | Marcatori | 78’ (rig.) Krstanović |

| Arbitro: | Fran Jović (Zagabria) |

|  |           |                             |
|  | Marcatori | 1’ Leovac 55’, 73’ Kramarić |

| Arbitro: | Duje Strukan (Spalato) |

|                             |           |  |
| Tomečak 8’ Kramarić 9’, 36’ | Marcatori |  |

| Arbitro: | Tihomir Pejin (Donji Miholjac) |

|                               |           |             |
| Šovšić 71’ (rig.) Pavičić 82’ | Marcatori | 75’ Jahović |

| Arbitro: | Marko Matoc (Zaprešić) |

|                                                              |           |            |
| Kramarić 13’ Tomečak 20’ Moisés 30’, 38’, 88’ Cvijanović 85’ | Marcatori | 16’ Terkeš |

| Arbitro: | Mario Zebec (Cestica) |

|  |           |             |
|  | Marcatori | 19’ Jugović |

| Arbitro: | Ante Vučemilović-Šimunović (Osijek) |

|              |           |                  |
| Kramarić 58’ | Marcatori | 33’, 69’ Soudani |

| Arbitro: | Goran Gabrilo (Spalato) |

|                                  |           |  |
| Kramarić 22’, 26’ Krstanović 47’ | Marcatori |  |

| Arbitro: | Fran Jović (Zagabria) |

|                   |           |            |
| Caktaš 21’ (rig.) | Marcatori | 64’ Kvržić |

| Arbitro: | Bruno Marić (Daruvar) |

|                                 |           |           |
| Jajalo 54’ Kramarić 71’ Zec 90’ | Marcatori | 44’ Tomić |

| Arbitro: | Dalibor Mlakar (Zagabria) |

|              |           |            |
| Kramarić 55’ | Marcatori | 44’ Ibriks |

| Arbitro: | Goran Gabrilo (Spalato) |

|            |           |                     |
| Ozobić 60’ | Marcatori | 35’ (rig.) Kramarić |

| Arbitro: | Tihomir Pejin (Donji Miholjac) |

|                                              |           |  |
| Kramarić 21’, 22’, 38’, 49’, 62’ Ivančić 84’ | Marcatori |  |

| Arbitro: | Damir Batinić (Osijek) |

|  |           |            |
|  | Marcatori | 61’ Moisés |

| Arbitro: | Duje Strukan (Spalato) |

|                          |           |            |
| Samardžić 12’ Moisés 62’ | Marcatori | 73’ Jonjić |

| Arbitro: | Mario Zebec (Cestica) |

|                                 |           |  |
| Ademi 40’ Henríquez 52’ Čop 86’ | Marcatori |  |

| Arbitro: | Bruno Marić (Daruvar) |

|             |           |                                |
| Stepčić 23’ | Marcatori | 1’ Sharbini 63’ (aut.) Štiglec |

| Pola 15 febbraio 2015, ore 15:00 CET (UTC+1) 21ª giornata | Istria 1961             | 0 – 0 referto | Rijeka | Stadio Aldo Drosina (3 000 spett.)\| Arbitro: \| Goran Gabrilo (Spalato) \| |
| Arbitro:                                                  | Goran Gabrilo (Spalato) |               |        |                                                                             |

| Arbitro: | Mario Zebec (Cestica) |

|                           |           |  |
| Jugović 2’, 85’ Balaj 13’ | Marcatori |  |

| Arbitro: | Dalibor Mlakar (Zagabria) |

|            |           |           |
| Kvesić 29’ | Marcatori | 57’ Balaj |

| Arbitro: | Mario Matoc (Zaprešić) |

|          |           |            |
| Álex 33’ | Marcatori | 32’ Parlov |

| Arbitro: | Igor Križarić (Čakovec) |

|                 |           |  |
| Leko 90’ (rig.) | Marcatori |  |

| Arbitro: | Željko Frković (Gospić) |

|                                       |           |  |
| Balaj 26’ Hristov 30’, 56’ Leovac 36’ | Marcatori |  |

| Osijek 20 marzo 2015, ore 18:00 CET (UTC+1) 26ª giornata | Osijek                      | 0 – 0 referto | Rijeka | Stadio Gradski vrt (2 000 spett.)\| Arbitro: \| Marijo Strahonja (Zagabria) \| |
| Arbitro:                                                 | Marijo Strahonja (Zagabria) |               |        |                                                                                |

| Arbitro: | Marijo Strahonja (Zagabria) |

|                           |           |                      |
| Balaj 30’ Radošević 90+4’ | Marcatori | 46’ Pjaca 82’ Sigali |

| Arbitro: | Duje Strukan (Spalato) |

|                                                |           |                     |
| Tomečak 37’ Balaj 43’ Mitrović 59’ Tomasov 82’ | Marcatori | 57’ (rig.) Jurendić |

| Arbitro: | Dalibor Mlakar (Zagabria) |

|           |           |                         |
| Tudor 44’ | Marcatori | 80’ Tomečak 82’ Vešović |

| Arbitro: | Tihomir Pejin (Donji Miholjac) |

|                           |           |  |
| Tomasov 28’, 59’ Álex 33’ | Marcatori |  |

| Arbitro: | Željko Frković (Gospić) |

|                                  |           |  |
| Tomasov 76’ Glavina 90+1’ (aut.) | Marcatori |  |

| Arbitro: | Dalibor Mlakar (Zagabria) |

|          |           |          |
| Mišić 2’ | Marcatori | 4’ Balaj |

| Arbitro: | Goran Gabrilo (Spalato) |

|                                                      |           |  |
| Tomasov 25’, 31’ Balaj 36’ Bradarić 45’ Sharbini 69’ | Marcatori |  |

| Arbitro: | Tihomir Pejin (Donji Miholjac) |

|  |           |                           |
|  | Marcatori | 45+2’ Balaj 63’ Samardžić |

| Arbitro: | Marin Vidulin (Kanfanar) |

|                                           |           |  |
| Balaj 18’ Sharbini 34’ (rig.) Tomasov 66’ | Marcatori |  |

| Arbitro: | Goran Gabrilo (Spalato) |

|                                              |           |  |
| Pjaca 2’, 64’ (rig.) Taravel 28’ Soudani 73’ | Marcatori |  |

Fonte: HRnogomet.com

### Coppa di Croazia
| Arbitro: | Damir Batinić (Osijek) |

|                                |           |                                       |
| Kovačević 9’ (rig.) Đurđek 74’ | Marcatori | 6’, 52’ Zec 36’ Jajalo 69’ Krstanović |

| Arbitro: | Goran Gabrilo (Spalato) |

|  |           |                                       |
|  | Marcatori | 6’ Bertoša 25’ Lešković 54’ Samardžić |

| Arbitro: | Bruno Marić (Daruvar) |

|                                                |           |             |
| Tomečak 18’ Balaj 59’ Jugović 77’ Lešković 89’ | Marcatori | 85’ Doležal |

| Arbitro: | Tihomir Pejin (Donji Miholjac) |

|  |           |                                                  |
|  | Marcatori | 36’ Sharbini 39’ Vešović 51’ Tomasov 77’ Ivančić |

| Arbitro: | Bruno Marić (Daruvar) |

|                           |           |             |
| Machado 70’ Henríquez 81’ | Marcatori | 6’ Lešković |

| Fiume 22 aprile 2015, ore 18:30 CEST (UTC+2) Semifinali | Rijeka                | 0 – 0 referto | Dinamo Zagabria | Stadio Cantrida (8 000 spett.)\| Arbitro: \| Mario Zebec (Cestica) \| |
| Arbitro:                                                | Mario Zebec (Cestica) |               |                 |                                                                       |

Fonte: HRnogomet.com.

### UEFA Europa League
| Arbitro: | Tobias Stieler |

|                       |           |  |
| Krstanović 85’ (rig.) | Marcatori |  |

| Arbitro: | Paolo Valeri |

|           |           |                                     |
| Ugrai 65’ | Marcatori | 20’ (rig.) Krstanović 37’ Samardžić |

| Arbitro: | Dimitar Mečkarovski |

|             |           |                                                                |
| Hansson 35’ | Marcatori | 14’ Lešković 45+1’, 76’ Kvržić 51’ Jahović 81’ (rig.) Kramarić |

| Arbitro: | Vitali Meshkov |

|                                           |           |  |
| Jahović 39’, 48’, 64’ Jacobsen 77’ (aut.) | Marcatori |  |

| Arbitro: | Serge Gumienny |

|            |           |  |
| Leovac 85’ | Marcatori |  |

| Arbitro: | Jorge Sousa |

|  |           |                                           |
|  | Marcatori | 29’ (aut.) Ligger 44’ Kramarić 61’ Moisés |

| Arbitro: | Cristian Balaj |

|                      |           |  |
| Ciman 74’ Araújo 87’ | Marcatori |  |

| Arbitro: | Kenn Hansen |

|                                |           |                      |
| Kvržić 68’ Kramarić 53’ (rig.) | Marcatori | 26’ Aspas 90+1’ Mbia |

| Arbitro: | Tom Harald Hagen |

|                               |           |               |
| Kramarić 63’, 71’, 76’ (rig.) | Marcatori | 66’ Toornstra |

| Arbitro: | Craig Thomson |

|                          |           |  |
| El Ahmadi 28’ Immers 20’ | Marcatori |  |

| Arbitro: | Stephan Studer |

|                                |           |  |
| Moisés 26’ Kramarić 34’ (rig.) | Marcatori |  |

| Arbitro: | Manuel Gräfe |

|            |           |  |
| Suárez 20’ | Marcatori |  |

Fonte: uefa.com

### Supercoppa di Croazia
| Arbitro: | Zlatko Šimčić (Koprivnica) |

|            |           |                          |
| Sigali 39’ | Marcatori | 21’ Samardžić 70’ Moisés |

Fonti: HRnogomet.com